# Tropico 2: Pirate Cove
Tropico 2: Pirate Cove (vaak afgekort tot Tropico 2) is een computerspel ontwikkeld door Frog City Software en uitgegeven door Gathering of Developers op 8 april 2003. PopTop Software verzorgde het ontwerp van het spel. Tropico 2 is het tweede deel in de Tropico-serie en is het vervolg op Tropico.

## Piraten
In Tropico 1 speelt de speler als kwaadaardige dictator; in dit spel speelt men echter een kapitein van een stel piraten. De speler ziet het spel net zoals het eerste deel van bovenaf een eiland door isometrische projectie. De speler moet hier een dorp voor zijn bemanning opbouwen, de economie laten groeien, maar ook oorlog voeren met schepen van andere zeelieden die voorbij komen.
De piraten moeten geld stelen uit een ander land per zee. Voor elke boot is er een haven, een schip en een kapitein nodig. De gevaren zijn dat de boot vermist kan raken op zee en dat de piraat in het ander land vastgehouden of vermoord wordt.